# Eddie Howe
Edward John Frank Howe (Amersham, 29 de noviembre de 1977) es un exfutbolista y entrenador inglés que desde noviembre de 2021 dirige al Newcastle United F. C. de la Premier League de Inglaterra. Jugó como defensor. Como entrenador logró coronar campeón al Bournemouth de la Championship 2014-15, lo que le dio el ascenso a la Premier League 2015-16.

## Trayectoria

### Como futbolista
Howe nació en Amersham, Buckinghamshire. Cuando era muy joven se mudó a Verwood en Dorset, y luego comenzó su carrera futbolística con los equipos juveniles locales Rossgarth y Parley Sports antes de comenzar su carrera profesional en AFC Bournemouth. Hizo su debut con el primer equipo en diciembre de 1995 contra el Hull City. Howe se estableció como un jugador importante en la defensa del AFC Bournemouth y en 1998 fue seleccionado para el equipo de Inglaterra Sub-21 en el Torneo de Toulon. 
En marzo de 2002, Portsmouth fichó a Howe por £ 400.000 libras convirtiéndolo en el primer fichaje del nuevo entrenador Harry Redknapp. Poco después de firmar, una lesión en la rodilla en su debut contra Preston North End puso fin a su temporada.
Regresó para el partido inaugural de la temporada 2002-03 contra Nottingham Forest, pero se lesionó la rodilla nuevamente después de solo nueve minutos  y fue descartado para toda la campaña. No volvió a estar en plena forma hasta enero de 2004 después de 18 meses de baja. Fue cedido a Swindon Town el día de la fecha límite de transferencia en marzo, aunque no se presentó para el club.
Portsmouth prestó a Howe de nuevo al AFC Bournemouth durante los primeros tres meses de la 2004-05. Demostró tener éxito en su regreso a su primer club después de dos temporadas devastadas por lesiones con el Portsmouth. Con el club en un estado financiero muy pobre, los seguidores se unieron para crear "Eddieshare" para financiar una tarifa de transferencia. A los pocos días de la creación, se recaudaron £ 21,000 libras que financiaron la tarifa de transferencia permanente requerida. Después de otras tres temporadas y más de 270 apariciones, las lesiones forzaron su retiro como jugador en 2007 y luego pasó a ser entrenador con el equipo de reserva. 

### Como entrenador
En el comienzo de la temporada 2008-09, el Bournemouth se encontraba en la League Two (cuarta división) y contaba con muchos problemas económicos. A causa de ello, el club fue sancionado con la reducción de 17 puntos y la prohibición de comprar jugadores durante dicha temporada. A finales del año 2008, el entrenador Jimmy Quinn fue despedido, y su lugar fue ocupado por Howe.
Tras ver truncada su carrera de jugador por una lesión, Howe asumió el cargo de entrenador del Bournemouth el 1 de enero de 2009. Así, con 31 años, se convirtió en el entrenador más joven de la Football League. En esa mitad de temporada, Howe logró que el equipo lograra llegar a los puestos seguros de la liga. En la temporada siguiente, 2009-10, ascendió al Bournemouth a la League One (tercera división).
Clubes como el Southampton, el cual en aquel entonces se encontraba en la tercera division y el Peterborough United; se ofrecieron para contratarlo pero él los rechazó. Sin embargo, aceptó una oferta del Burnley, y se convirtió en entrenador de dicho club el 16 de enero de 2011, equipo que disputaba la Championship. Tras un paso de sinsabores por este club, Howe volvió a dirigir al Bournemouth el 12 de octubre de 2012. Las cerezas seguían en tercera división pero, con la llegada de Howe, el club ascendió a la Championship.
En la temporada 2013-14, bajo el mando de Howe, el Bournemouth quedó ubicado en el puesto 10 de la tabla, pero en la temporada siguiente, el conjunto 'cherrie' se coronó campeón de dicho campeonato y consiguió el anhelado ascenso a la Premier League 2015-16, siendo la primera vez que el club disputaría la máxima categoría del fútbol inglés. En 2015 fue premiado como mejor manager de la década de la Football League, por lograr el ascenso del Bournemouth desde la League Two a la Premier League.
En la Premier League 2015-16, el Bournemouth consiguió su primera victoria en esta categoría tras vencer al West Ham 4-3 en condición de visitante.
El 1 de agosto de 2020, tras no lograr la permanencia en la Premier League, abandonó el club de mutuo acuerdo para pasar más tiempo con su familia.
Newcastle United
El 8 de noviembre de 2021 fue confirmado como el nuevo entrenador del Newcastle United F. C. hasta el año 2024.
El 16 de marzo de 2025 consigue vencer al Liverpool F. C. en la final de la Copa de la Liga que sirvió para convertirse en el Primer entrenador en alzar un trofeo y ganar el primer título en 70 años de la historia de la entidad.

## Clubes y estadísticas

### Como jugador
| Club                     | País       | Año       | Partidos | Goles |
| ------------------------ | ---------- | --------- | -------- | ----- |
| AFC Bournemouth          | Inglaterra | 1994-2002 | 224      | 13    |
| Portsmouth               | Inglaterra | 2002-2004 | 2        | 0     |
| Swindon Town (Cedido)    | Inglaterra | 2004      | 0        | 0     |
| AFC Bournemouth (Cedido) | Inglaterra | 2004      | 17       | 1     |
| AFC Bournemouth          | Inglaterra | 2004-2007 | 70       | 1     |
| Total                    | Total      | Total     | 313      | 15    |

### Como entrenador
| Equipo                      | Div.                | Temporada           | Liga  | Liga | Liga | Liga | Liga |       | Copa | Copa | Copa | Copa  |   | Internacional | Internacional | Internacional | Internacional | Internacional |   | Otros | Otros | Otros | Otros |     | Totales     | Totales | Totales | Totales | Totales | Totales | Totales | Totales |
| Equipo                      | Div.                | Temporada           | Part. | G    | E    | P    | Pos. | Part. | G    | E    | P    | Part. | G | E             | P             | Pos.          | Part.         | G             | E | P     | Part. | G     | E     | P   | Rendimiento | GF      | GC      | Dif.    |         |         |         |         |
| --------------------------- | ------------------- | ------------------- | ----- | ---- | ---- | ---- | ---- | ----- | ---- | ---- | ---- | ----- | - | ------------- | ------------- | ------------- | ------------- | ------------- | - | ----- | ----- | ----- | ----- | --- | ----------- | ------- | ------- | ------- | ------- | ------- | ------- | ------- |
| Bournemouth Inglaterra      | 4.ª                 | 2008-09             | 23    | 12   | 3    | 8    | 21.º | -     | -    | -    | -    | -     | - | -             | -             | -             | -             | -             | - | -     | 23    | 12    | 3     | 8   | 56.52%      | 34      | 17      | +17     |         |         |         |         |
| Bournemouth Inglaterra      | 4.ª                 | 2009-10             | 46    | 25   | 8    | 13   | 2.º  | 3     | 1    | 0    | 2    | -     | - | -             | -             | -             | 2             | 1             | 0 | 1     | 51    | 27    | 8     | 16  | 58.17%      | 68      | 54      | +14     |         |         |         |         |
| Bournemouth Inglaterra      | 3.ª                 | 2010-11             | 24    | 11   | 6    | 7    | Inc. | 3     | 1    | 0    | 2    | -     | - | -             | -             | -             | 1             | 0             | 1 | 0     | 28    | 12    | 7     | 9   | 51.19%      | 51      | 35      | +16     |         |         |         |         |
| Burnley Inglaterra          | 2.ª                 | 2010-11             | 21    | 9    | 5    | 7    | 8.º  | 2     | 1    | 0    | 1    | -     | - | -             | -             | -             | -             | -             | - | -     | 23    | 10    | 5     | 8   | 50.73%      | 30      | 34      | -4      |         |         |         |         |
| Burnley Inglaterra          | 2.ª                 | 2011-12             | 46    | 17   | 11   | 18   | 13.º | 5     | 3    | 0    | 2    | -     | - | -             | -             | -             | -             | -             | - | -     | 51    | 20    | 11    | 20  | 46.41%      | 72      | 68      | +4      |         |         |         |         |
| Burnley Inglaterra          | 2.ª                 | 2012-13             | 10    | 3    | 2    | 5    | Inc. | 3     | 1    | 1    | 1    | -     | - | -             | -             | -             | -             | -             | - | -     | 13    | 4     | 3     | 6   | 38.46%      | 26      | 27      | -1      |         |         |         |         |
| Burnley Inglaterra          | Total               | Total               | 77    | 29   | 18   | 30   | -    | 10    | 5    | 1    | 4    | -     | - | -             | -             | -             | -             | -             | - | -     | 87    | 34    | 19    | 34  | 46.36%      | 128     | 129     | -1      |         |         |         |         |
| Bournemouth Inglaterra      | 3.ª                 | 2012-13             | 35    | 22   | 6    | 7    | 2.º  | 4     | 2    | 1    | 1    | -     | - | -             | -             | -             | -             | -             | - | -     | 39    | 24    | 7     | 8   | 67.52%      | 70      | 36      | +34     |         |         |         |         |
| Bournemouth Inglaterra      | 2.ª                 | 2013-14             | 46    | 18   | 12   | 16   | 10.º | 4     | 2    | 0    | 2    | -     | - | -             | -             | -             | -             | -             | - | -     | 50    | 20    | 12    | 18  | 48%         | 72      | 71      | +1      |         |         |         |         |
| Bournemouth Inglaterra      | 2.ª                 | 2014-15             | 46    | 26   | 12   | 8    | 1.º  | 7     | 5    | 0    | 2    | -     | - | -             | -             | -             | -             | -             | - | -     | 53    | 31    | 12    | 10  | 66.04%      | 115     | 52      | +63     |         |         |         |         |
| Bournemouth Inglaterra      | 1.ª                 | 2015-16             | 38    | 11   | 9    | 18   | 16.º | 6     | 3    | 1    | 2    | -     | - | -             | -             | -             | -             | -             | - | -     | 44    | 14    | 10    | 20  | 39.4%       | 55      | 74      | -19     |         |         |         |         |
| Bournemouth Inglaterra      | 1.ª                 | 2016-17             | 38    | 12   | 10   | 16   | 9.º  | 3     | 1    | 0    | 2    | -     | - | -             | -             | -             | -             | -             | - | -     | 41    | 13    | 10    | 18  | 39.84%      | 59      | 74      | -15     |         |         |         |         |
| Bournemouth Inglaterra      | 1.ª                 | 2017-18             | 38    | 11   | 11   | 16   | 12.º | 6     | 3    | 1    | 2    | -     | - | -             | -             | -             | -             | -             | - | -     | 44    | 14    | 12    | 18  | 40.91%      | 54      | 70      | -16     |         |         |         |         |
| Bournemouth Inglaterra      | 1.ª                 | 2018-19             | 38    | 13   | 6    | 19   | 14.º | 5     | 3    | 0    | 2    | -     | - | -             | -             | -             | -             | -             | - | -     | 43    | 16    | 6     | 21  | 41.86%      | 65      | 77      | -12     |         |         |         |         |
| Bournemouth Inglaterra      | 1.ª                 | 2019-20             | 38    | 9    | 7    | 22   | 18.º | 4     | 1    | 1    | 2    | -     | - | -             | -             | -             | -             | -             | - | -     | 42    | 10    | 8     | 24  | 30.16%      | 45      | 69      | -24     |         |         |         |         |
| Bournemouth Inglaterra      | Total               | Total               | 410   | 170  | 90   | 150  | -    | 45    | 22   | 4    | 19   | -     | - | -             | -             | -             | 3             | 1             | 1 | 1     | 458   | 193   | 95    | 170 | 49.05%      | 688     | 629     | +59     |         |         |         |         |
| Newcastle United Inglaterra | 1.ª                 | 2021-22             | 27    | 13   | 5    | 9    | 11.º | 1     | 0    | 0    | 1    | -     | - | -             | -             | -             | -             | -             | - | -     | 28    | 13    | 5     | 10  | 52.38%      | 32      | 39      | -7      |         |         |         |         |
| Newcastle United Inglaterra | 1.ª                 | 2022-23             | 38    | 19   | 14   | 5    | 4.º  | 8     | 5    | 1    | 2    | -     | - | -             | -             | -             | -             | -             | - | -     | 46    | 24    | 15    | 7   | 63.04%      | 77      | 39      | +38     |         |         |         |         |
| Newcastle United Inglaterra | 1.ª                 | 2023-24             | 38    | 18   | 6    | 14   | 7.º  | 7     | 4    | 2    | 1    | 6     | 1 | 2             | 3             | FG            | -             | -             | - | -     | 51    | 23    | 10    | 18  | 51.64%      | 102     | 73      | +29     |         |         |         |         |
| Newcastle United Inglaterra | 1.ª                 | 2024-25             | 38    | 20   | 6    | 12   | 5.º  | 10    | 8    | 1    | 1    | -     | - | -             | -             | -             | -             | -             | - | -     | 48    | 28    | 7     | 13  | 63.19%      | 88      | 55      | +33     |         |         |         |         |
| Newcastle United Inglaterra | 1.ª                 | 2025-26             | 1     | 0    | 1    | 0    | -    | 0     | 0    | 0    | 0    | 0     | 0 | 0             | 0             | -             | -             | -             | - | -     | 1     | 0     | 1     | 0   | 33.33%      | 0       | 0       | +0      |         |         |         |         |
| Newcastle United Inglaterra | Total               | Total               | 142   | 70   | 32   | 40   | -    | 26    | 17   | 4    | 5    | 6     | 1 | 2             | 3             | -             | -             | -             | - | -     | 174   | 88    | 38    | 48  | 57.85%      | 299     | 206     | +93     |         |         |         |         |
| Total en su carrera         | Total en su carrera | Total en su carrera | 629   | 269  | 140  | 220  | -    | 81    | 44   | 9    | 28   | 6     | 1 | 2             | 3             | -             | 3             | 1             | 1 | 1     | 719   | 315   | 152   | 252 | 50.86%      | 1115    | 964     | +151    |         |         |         |         |
| 1. 2. 3.                    |                     |                     |       |      |      |      |      |       |      |      |      |       |   |               |               |               |               |               |   |       |       |       |       |     |             |         |         |         |         |         |         |         |

#### Resumen por competiciones
| Competición                  | Partidos | Ganados | Empatados | Perdidos | %      | Resultado        |
| ---------------------------- | -------- | ------- | --------- | -------- | ------ | ---------------- |
| EFL League Two               | 69       | 37      | 11        | 21       | 58.93% | Subcampeón       |
| EFL League One               | 59       | 33      | 12        | 14       | 62.71% | Subcampeón       |
| EFL Championship             | 169      | 73      | 42        | 54       | 51.48% | Campeón          |
| Premier League               | 332      | 126     | 75        | 131      | 45.48% | 4.º lugar        |
| FA Cup                       | 33       | 14      | 3         | 16       | 45.45% | Cuartos de final |
| EFL Cup                      | 48       | 30      | 6         | 12       | 66.67% | Campeón          |
| EFL Trophy                   | 3        | 1       | 1         | 1        | 44.44% | Segunda Ronda    |
| Liga de Campeones de la UEFA | 6        | 1       | 2         | 3        | 27.78% | Fase de grupos   |
| TOTAL                        | 719      | 315     | 152       | 252      | 50.86% | 2 Títulos        |

## Palmarés

### Como entrenador
| Título           | Club             | País       | Año  |
| ---------------- | ---------------- | ---------- | ---- |
| EFL Championship | AFC Bournemouth  | Inglaterra | 2015 |
| Copa de la Liga  | Newcastle United | Inglaterra | 2025 |